# Leonard Grob
Leonard Grob (* 18. November 2002) ist ein deutscher Fußballspieler. Der Mittelfeldspieler stand zuletzt bei der SpVgg Unterhaching unter Vertrag.

## Karriere
Leonard Grob entstammt dem Nachwuchs des SC Fürstenfeldbruck, von dem er 2018 zur SpVgg Unterhaching wechselte. In der folgenden Saison 2018/19 spielte er für Unterhaching in der B-Junioren-Bundesliga.
Noch als A-Jugendlicher rückte er in der Saison 2020/21 in den Drittliga-Profikader der SpVgg Unterhaching auf. Am 22. Mai 2021, dem letzten Spieltag vor der Sommerpause, als die Mannschaft bereits als Absteiger aus der 3. Liga feststand, gab Grob sein Profidebüt. Trainer Arie van Lent wechselte ihn im Spiel beim 1. FC Magdeburg nach der Halbzeitpause für Felix Göttlicher ein.
Im Sommer 2024 verließ er den Verein.

## Erfolge
- Meister der Regionalliga Bayern und Aufstieg in die 3.Liga mit SpVgg Unterhaching: 2023